# Saint-Michel-sur-Rhône
Saint-Michel-sur-Rhône is een gemeente in het Franse departement Loire (regio Auvergne-Rhône-Alpes) en telt 744 inwoners (2004). De plaats maakt deel uit van het arrondissement Saint-Étienne.

## Geografie
De oppervlakte van Saint-Michel-sur-Rhône bedraagt 5,9 km², de bevolkingsdichtheid is 126,1 inwoners per km².
De onderstaande kaart toont de ligging van Saint-Michel-sur-Rhône met de belangrijkste infrastructuur en aangrenzende gemeenten.

## Demografie
Onderstaande figuur toont het verloop van het inwonertal (bron: INSEE-tellingen).